# Тегеріг
Тегеріг (нім. Tägerig) — громада  в Швейцарії в кантоні Ааргау, округ Бремгартен.

## Географія
Громада розташована на відстані близько 85 км на північний схід від Берна, 18 км на схід від Аарау.
Тегеріг має площу 3,3 км², з яких на 17,1% дозволяється будівництво (житлове та будівництво доріг), 41,2% використовуються в сільськогосподарських цілях, 40,5% зайнято лісами, 1,2% не є продуктивними (річки, льодовики або гори).

## Демографія
2019 року в громаді мешкало 1489 осіб (+8,6% порівняно з 2010 роком), іноземців було 17,7%. Густота населення становила 453 осіб/км².
За віковим діапазоном населення розподілялося таким чином: 25,9% — особи молодші 20 років, 57,4% — особи у віці 20—64 років, 16,8% — особи у віці 65 років та старші. Було 585 помешкань (у середньому 2,5 особи в помешканні).
Із загальної кількості 216 працюючих 28 було зайнятих в первинному секторі, 25 — в обробній промисловості, 163 — в галузі послуг.